# Bertrand de La Cropte
Pour les articles homonymes, voir La Cropte (homonymie) et Lanquais (homonymie).
Pour les autres membres de la famille, voir Maison de La Cropte.
Bertrand de La Cropte de Lanquais, mort le 26 octobre 1446, est un prélat français, évêque de Sarlat.

## Biographie
Curé d'Auriac en Périgord en 1406, puis chanoine de Saint-Front de Périgueux en 1408, il est évêque de Sarlat de 1416 à 1446.
En 1433, il devient également prieur de Saint-Cyprien.

### Sources
- Hugues Du Tems, Le clergé de France, ou tableau historique et chronologique des archevêques, 1774